# Mühlhausen (Kraichgau)
Mühlhausen este o comună din landul Baden-Württemberg, Germania. Se află la o altitudine de 144 m deasupra nivelului mării. Are o suprafață de 15,31 km². Populația este de 8.832 locuitori, determinată în 31 decembrie 2023, prin actualizare statistică[*].